# Balthazar Audibert
Pour les articles homonymes, voir Audibert.
Balthazar Audibert (en italien Baldassarre Audiberti; né à Annot, Alpes-de-Haute-Provence, le 6 janvier 1761, mort à Ottavo (it) de Arezzo, Italie, le 8 juillet 1852) est un prêtre catholique français, naturalisé italien.

## Biographie
Balthazar Honnoré Audibert est né à Annot dans la rue Basse, d'une famille d'agriculteurs. Il fut prêtre, desservant de l’église de Rouainette, dans la municipalité de Ubraye. En 1791, après avoir rétracté le serment à la Constitution civile du clergé, il a fui la France et est allé en Italie, où il est devenu célèbre sous le nom de Baldassarre Audiberti.
Il fut un pèlerin pénitent qui pendant environ 60 ans erra en Toscane, en Ombrie et dans le Latium. Certains le considéraient comme un «saint»,  promoteur d'un grand nombre de miracles. En 1831, le grand-duc Léopold II de Toscane l'a appelé au chevet de sa femme Nanny (Princesse Marie de Saxe) pour obtenir sa guérison .
Son activité principale fut de promouvoir aux divers carrefours la mise en place de croix dotées des divers symboles de la Passion du Christ (lance, éponge, coq, clous, marteau, etc.). Encore aujourd'hui,on trouve encore des croix d'Audibert  dans le Mont Amiata, à Pistoia, près de Volterra, sur le Mont Cetona et près d'Arezzo. Il fut enterré dans l'église de Ottavo, une section de la ville d'Arezzo où pour célébrer le 150e anniversaire de sa mort , l'artisan Roberto Storri a fabriqué deux grandes croix en bois (restauré en 2016 ), sur l'exemple de ceux plantés par le même Audiberti en l'année 1836. Il fut très aimé par le peuple, mais aussi par les prêtres, évêques, archevêques et personnalités de l'Italie centrale. Quand il arrivait dans un pays, il était immédiatement entouré d'une grande foule et ainsi qu'il le décrivit à la police toscane : « Ceux qui me demande la bénédiction, ceux qui me demandent des conseils pour sauver l'âme, ceux qui veut la guérison des maladies, ceux qui me demande la direction dans les affaires ».
Sur Baldassarre Audiberti le savant d'histoire locale Santino Gallorini a écrit en 2010 le livre « Pellegrino verso il cielo, Baldassarre Audiberti, il santo delle croci ».

## Sources
- Giorgio Batini, Beati loro, vita, morte e miracoli di Santi e Beati della Toscana, Firenze, Edizioni Polistampa, 2002.
- Santino Gallorini, Le croci di Baldassarre, "InCamper", 2006, 108, 80-85.
- Santino Gallorini, Pellegrino verso il cielo. Baldassarre Audiberti, il santo delle croci, Arcidosso (GR), Edizioni Effigi, 2010.
- Santino Gallorini, D'Annot à la Toscane: le célèbre 'Saint des Croix', Balthazar Honoré Audibert, Le Patrimoine Religieux de la Haute Provence, Bulletin N° 40, de l'Association pour l'Etude et la Sauvegarde du Patrimoine Religieux de la Haute Provence - Diocèse de Digne, 2018, pp. 20-25

## Crédits
- (it) Cet article est partiellement ou en totalité issu de l’article de Wikipédia en italien intitulé « Baldassarre Audibertiol » (voir la liste des auteurs).